# Campeonato Cearense 2023
El Campeonato Cearense 2023 fue la 109.ª edición de dicho torneo, organizado por la Federación Cearense de Fútbol. El torneo comenzó el 15 de enero de 2023 y finalizó el 9 de abril del mismo año.

## Sistema de competición
El Campeonato se jugó en cuatro fases, Primera Fase, Cuartos de Final, Semifinales y Final, además de una fase Cuadrangular del descenso.
En la Primera Fase, todos los clubes participantes se dividieron en 2 grupos de 5 equipos cada uno. Cada equipo enfrentó a los demás del otro grupo, a una sola vuelta, totalizando 5 fechas. El primer puesto de cada grupo clasificó directamente a la Semifinal, mientras que el segundo y tercer puesto de cada grupo clasificaron a los cuartos de final, y los dos últimos de cada grupo jugaron el Cuadrangular del descenso.
En el Cuadrangular del descenso, los 4 equipos jugaron todos contra todos en dos vueltas, totalizando 6 fechas. Los dos últimos clasificados descendieron a la Serie B 2024.
En los cuartos de final, los 4 equipos clasificados se dividieron en dos llaves, cada una compuesta por dos equipos que en la Primera Fase estaban en el mismo grupo. Los ganadores de cada llave avanzaron a las Semifinales.
En las semifinales los dos equipos clasificados de los cuartos de final se unieron a los dos clasificados directamente de la Primera Fase, y se dividieron en dos llaves. El ganador de cada llave se clasificó para la Final.
Los cuartos de final, semifinales y final se disputaron en partidos de ida y vuelta.
El club ganador de la Final recibió el título de Campeón Cearense de 2023. El equipo mejor colocado en la Clasificación General, entre los que no tienen sede en Fortaleza, recibió el título de Campeón Cearense del Interior, recibiendo la Taça Padre Cícero 2023. El equipo con la mejor campaña en la Primera Fase recibió el título de campeón de la Taça Pedro Basílio 2023. Se distribuyeron los cupos en las competencias nacionales y regionales de acuerdo con los siguientes criterios:
- Copa de Brasil 2024 (2 cupos): Campeón y subcampeón estatal.
- Serie D 2024 (3 cupos): Equipos mejores clasificados en la Clasificación General, excluyendo Ceará, Fortaleza y Ferroviário.
- Copa do Nordeste 2024: Por definir, con base en la Clasificación General, en base en los criterios que serán divulgados posteriormente por la CBF.

## Equipos participantes

### Ascensos y descensos
| Pos. | Descendidos en la temporada 2022 |
| ---- | -------------------------------- |
| 9.º  | Guarany de Sobral                |
| 10.º | Barbalha                         |

| Pos. | Ascendidos de la Serie B 2022 |
| ---- | ----------------------------- |
| 1.º  | Guarani de Juazeiro           |
| 2.º  | Barbalha                      |

| Equipos participantes | Equipos participantes | Equipos participantes | Equipos participantes | Equipos participantes |
| --------------------- | --------------------- | --------------------- | --------------------- | --------------------- |
| Atlético Cearense     | Barbalha              | Maracanã              | Guarani de Juazeiro   | Caucaia               |
| Ferroviário           | Fortaleza             | Iguatu                | Pacajus               | Ceará                 |

## Primera fase

### Grupo A
| Pos. | Equipo            | Pts. | PJ | G | E | P | GF | GC | Dif. | Clasificación 2023                 |
| ---- | ----------------- | ---- | -- | - | - | - | -- | -- | ---- | ---------------------------------- |
| 1    | Ceará             | 13   | 5  | 4 | 1 | 0 | 14 | 3  | +11  | Clasificado a las semifinales      |
| 2    | Iguatu            | 10   | 5  | 3 | 1 | 1 | 10 | 6  | +4   | Clasificado a los cuartos de final |
| 3    | Atlético Cearense | 8    | 5  | 2 | 2 | 1 | 5  | 8  | −3   | Clasificado a los cuartos de final |
| 4    | Caucaia           | 6    | 5  | 2 | 0 | 3 | 8  | 4  | +4   | Cuadrangular del descenso          |
| 5    | Barbalha          | 3    | 5  | 1 | 0 | 4 | 6  | 13 | −7   | Cuadrangular del descenso          |

Actualizado a los partidos jugados el 7 de febrero de 2023.
 Fuente: FCF

### Grupo B
| Pos. | Equipo              | Pts. | PJ | G | E | P | GF | GC | Dif. | Clasificación 2023                 |
| ---- | ------------------- | ---- | -- | - | - | - | -- | -- | ---- | ---------------------------------- |
| 1    | Fortaleza           | 12   | 5  | 4 | 0 | 1 | 12 | 4  | +8   | Clasificado a las semifinales      |
| 2    | Maracanã            | 8    | 5  | 2 | 2 | 1 | 5  | 4  | +1   | Clasificado a los cuartos de final |
| 3    | Ferroviário         | 7    | 5  | 2 | 1 | 2 | 8  | 5  | +3   | Clasificado a los cuartos de final |
| 4    | Pacajus             | 4    | 5  | 1 | 1 | 3 | 6  | 11 | −5   | Cuadrangular del descenso          |
| 5    | Guarani de Juazeiro | 0    | 5  | 0 | 0 | 5 | 3  | 19 | −16  | Cuadrangular del descenso          |

Actualizado a los partidos jugados el 7 de febrero de 2023.
 Fuente: FCF

### Fixture
| Fortaleza           | 2-0   | Iguatu   | PV             | 14 de enero | 16:00 |
| Maracanã            | 1-0   | Caucaia  | João Ronaldo   | 14 de enero | 18:30 |
| Guarani de Juazeiro | 0 - 5 | Ceará    | Arena Romeirão | 15 de enero | 17:00 |
| Atlético Cearense   | 1 - 1 | Pacajus  | João Ronaldo   | 15 de enero | 19:30 |
| Ferroviário         | 4 - 0 | Barbalha | PV             | 16 de enero | 20:00 |

| Fortaleza   | 1 - 0 | Caucaia             | PV           | 18 de enero | 20:00 |
| Iguatu      | 5 - 1 | Guarani de Juazeiro | Morenão      | 21 de enero | 16:00 |
| Ferroviário | 0 - 1 | Atlético Cearense   | Elzir Cabral | 25 de enero | 15:30 |
| Ceará       | 4 - 0 | Pacajus             | PV           | 25 de enero | 20:00 |
| Barbalha    | 0 - 1 | Maracanã            | Morenão      | 25 de enero | 20:00 |

| Ceará             | 2 - 1 | Maracanã            | PV             | 28 de enero | 16:00 |
| Pacajus           | 1 - 2 | Iguatu              | João Ronaldo   | 28 de enero | 16:00 |
| Caucaia           | 1 - 2 | Ferroviário         | João Ronaldo   | 28 de enero | 20:00 |
| Barbalha          | 1 - 2 | Fortaleza           | Arena Romeirão | 29 de enero | 17:00 |
| Atlético Cearense | 1 - 0 | Guarani de Juazeiro | João Ronaldo   | 29 de enero | 19:30 |

| Maracanã    | 1 - 1 | Iguatu              | Almir Dutra  | 31 de enero  | 20:00 |
| Ferroviário | 1 - 1 | Ceará               | PV           | 31 de enero  | 20:00 |
| Caucaia     | 5 - 0 | Guarani de Juazeiro | João Ronaldo | 1 de febrero | 20:00 |
| Fortaleza   | 6 - 1 | Atlético Cearense   | PV           | 1 de febrero | 20:45 |
| Pacajus     | 4 - 2 | Barbalha            | João Ronaldo | 4 de febrero | 18:30 |

| Guarani de Juazeiro | 2 - 3 | Barbalha    | Inaldão      | 7 de febrero | 15:30 |
| Caucaia             | 2 - 0 | Pacajus     | Almir Dutra  | 7 de febrero | 21:35 |
| Ceará               | 2 - 1 | Fortaleza   | PV           | 7 de febrero | 21:35 |
| Atlético Cearense   | 1 - 1 | Maracanã    | João Ronaldo | 7 de febrero | 21:35 |
| Iguatu              | 2 - 1 | Ferroviário | Morenão      | 7 de febrero | 21:35 |

## Fase final

### Cuartos de final
| Ferroviário       | 2 - 0 | Maracanã | PV          | 11 de febrero | 16:00 |
| Atlético Cearense | 1 - 2 | Iguatu   | Almir Dutra | 12 de febrero | 16:00 |

| Maracanã | 1 - 3 | Ferroviário       | Almir Dutra | 25 de febrero | 16:00 |
| Iguatu   | 1 - 0 | Atlético Cearense | Morenão     | 25 de febrero | 18:30 |

### Semifinales
| Iguatu      | 1 - 1 | Ceará     | Morenão        | 12 de marzo | 9:00  |
| Ferroviário | 1 - 1 | Fortaleza | Arena Castelão | 12 de marzo | 18:30 |

| Ceará     | 2 - 0 | Iguatu      | Arena Castelão | 18 de marzo | 16:00 |
| Fortaleza | 4 - 0 | Ferroviário | Arena Castelão | 19 de marzo | 18:30 |

### Final
| Fortaleza | 2 - 1 | Ceará | Arena Castelão | 1 de abril | 16:00 |

| Ceará | 2 - 2 | Fortaleza | Arena Castelão | 8 de abril | 16:00 |

## Campeón

### Campeón cearense
|                        |
| Campeón                |
| Fortaleza 46.to título |

### Campeón Taça Padre Cícero
|                    |
| Campeón            |
| Iguatu 2.do título |

### Campeón Taça Pedro Basílio
|                   |
| Campeón           |
| Ceará 1.er título |

## Goleadores
Actualizado el 8 de abril de 2023.
| Pos. | Jugador            | Equipo      | Goles |
| ---- | ------------------ | ----------- | ----- |
| 1    | Ciel               | Ferroviário | 5     |
|      | Zazá               | Caucaia     | 5     |
| 3    | Caxito             | Iguatu      | 4     |
|      | Luis Soares        | Iguatu      | 4     |
|      | Hudson             | Maracanã    | 4     |
|      | Eduardo            | Barbalha    | 4     |
|      | Everton            | Caucaia     | 4     |
|      | Guilherme Castilho | Ceará       | 4     |
|      | Erick Pulga        | Ceará       | 4     |

## Cuadrangular del descenso

### Clasificación
| Pos. | Equipo              | Pts. | PJ | G | E | P | GF | GC | Dif. | Clasificación 2023             |
| ---- | ------------------- | ---- | -- | - | - | - | -- | -- | ---- | ------------------------------ |
| 1    | Caucaia             | 12   | 6  | 3 | 3 | 0 | 7  | 3  | +4   |                                |
| 2    | Barbalha            | 9    | 6  | 3 | 0 | 3 | 8  | 7  | +1   |                                |
| 3    | Pacajus             | 8    | 6  | 2 | 2 | 2 | 10 | 4  | +6   | Descendidos a la Serie B 2024. |
| 4    | Guarani de Juazeiro | 4    | 6  | 1 | 1 | 4 | 3  | 14 | −11  | Descendidos a la Serie B 2024. |

Actualizado a los partidos jugados el 10 de marzo de 2023.
 Fuente: FCF

### Fixture
| Barbalha            | 1 - 2 | Caucaia | Inaldão | 11 de febrero | 15:30 |
| Guarani de Juazeiro | 0 - 1 | Pacajus | Inaldão | 12 de febrero | 15:30 |

| Caucaia | 1 - 0 | Guarani de Juazeiro | Almir Dutra  | 16 de febrero | 16:00 |
| Pacajus | 1 - 2 | Barbalha            | João Ronaldo | 17 de febrero | 16:00 |

| Pacajus  | 1 - 1 | Caucaia             | João Ronaldo | 25 de febrero | 16:00 |
| Barbalha | 0 - 1 | Guarani de Juazeiro | Inaldão      | 26 de febrero | 15:30 |

| Caucaia             | 0 - 0 | Pacajus  | Domingão | 28 de febrero | 15:30 |
| Guarani de Juazeiro | 1 - 4 | Barbalha | Inaldão  | 2 de marzo    | 15:30 |

| Barbalha            | 1 - 0 | Pacajus | Inaldão | 5 de marzo | 15:30 |
| Guarani de Juazeiro | 1 - 1 | Caucaia | Inaldão | 6 de marzo | 15:30 |

| Pacajus | 7 - 0 | Guarani de Juazeiro | João Ronaldo | 10 de marzo | 15:30 |
| Caucaia | 2 - 0 | Barbalha            | João Ronaldo | 10 de marzo | 18:30 |

## Clasificación general
- La clasificación general da prioridad al equipo que avanzó más fases, y al campeón, aunque tenga el puntaje más bajo. Según el art. 22 del Reglamento, se descontarán en la Clasificación General los partidos de la Primera Fase, en relación con los equipos que compitan en el Cuadrangular de Descenso, mientras que se descontarán los partidos de Cuartos de Final, en relación con los equipos que avancen a las Semifinales.

### Campeonato Cearense
| Pos. | Equipo              | Pts. | PJ | G | E | P | GF | GC | Dif. | Clasificación 2023                                                                       |
| ---- | ------------------- | ---- | -- | - | - | - | -- | -- | ---- | ---------------------------------------------------------------------------------------- |
| 1    | Fortaleza           | 20   | 9  | 6 | 2 | 1 | 21 | 8  | +13  | Campeón, clasificado a la Copa de Brasil 2024 y Copa do Nordeste 2024.                   |
| 2    | Ceará               | 18   | 9  | 5 | 3 | 1 | 20 | 8  | +12  | Subcampeón.                                                                              |
| 3    | Iguatu              | 11   | 7  | 3 | 2 | 2 | 11 | 9  | +2   | Eliminado en las semifinales, clasificado a la Serie D 2024 y Pré-Copa do Nordeste 2024. |
| 4    | Ferroviário         | 8    | 7  | 2 | 2 | 3 | 9  | 10 | −1   | Eliminado en las semifinales y clasificado a la Copa de Brasil 2024.                     |
| 5    | Maracanã            | 8    | 7  | 2 | 2 | 3 | 6  | 9  | −3   | Eliminados en los cuartos de final y clasificados a la Serie D 2024.                     |
| 6    | Atlético Cearense   | 8    | 7  | 2 | 2 | 3 | 6  | 11 | −5   | Eliminados en los cuartos de final y clasificados a la Serie D 2024.                     |
| 7    | Caucaia             | 12   | 6  | 3 | 3 | 0 | 7  | 3  | +4   | Cuadrangular del descenso.                                                               |
| 8    | Barbalha            | 9    | 6  | 3 | 0 | 3 | 8  | 7  | +1   | Cuadrangular del descenso.                                                               |
| 9    | Pacajus             | 8    | 6  | 2 | 2 | 2 | 10 | 4  | +6   | Cuadrangular del descenso y descendidos a la Serie B 2024.                               |
| 10   | Guarani de Juazeiro | 4    | 6  | 1 | 1 | 4 | 3  | 14 | −11  | Cuadrangular del descenso y descendidos a la Serie B 2024.                               |

Actualizado a los partidos jugados el 19 de marzo de 2023.
 Fuente: [ FCF]

### Taça Padre Cícero
| Pos. | Equipo              | Pts. | PJ | G | E | P | GF | GC | Dif. | Clasificación 2023 |
| ---- | ------------------- | ---- | -- | - | - | - | -- | -- | ---- | ------------------ |
| 1    | Iguatu              | 11   | 7  | 3 | 2 | 2 | 11 | 9  | +2   | Campeón.           |
| 2    | Maracanã            | 8    | 7  | 2 | 2 | 3 | 6  | 9  | −3   |                    |
| 3    | Caucaia             | 12   | 6  | 3 | 3 | 0 | 7  | 3  | +4   |                    |
| 4    | Barbalha            | 9    | 6  | 3 | 0 | 3 | 8  | 7  | +1   |                    |
| 5    | Pacajús             | 8    | 6  | 2 | 2 | 2 | 10 | 4  | +6   |                    |
| 6    | Guarani de Juazeiro | 4    | 6  | 1 | 1 | 4 | 3  | 14 | −11  |                    |

Actualizado a los partidos jugados el 10 de marzo de 2023.
 Fuente: [ FCF]

### Taça Pedro Basílio
| Pos. | Equipo              | Pts. | PJ | G | E | P | GF | GC | Dif. | Clasificación 2023 |
| ---- | ------------------- | ---- | -- | - | - | - | -- | -- | ---- | ------------------ |
| 1    | Ceará               | 13   | 5  | 4 | 1 | 0 | 14 | 3  | +11  | Campeón.           |
| 2    | Fortaleza           | 12   | 5  | 4 | 0 | 1 | 12 | 4  | +8   |                    |
| 3    | Iguatu              | 10   | 5  | 3 | 1 | 1 | 10 | 6  | +4   |                    |
| 4    | Maracanã            | 8    | 5  | 2 | 2 | 1 | 5  | 4  | +1   |                    |
| 5    | Atlético Cearense   | 8    | 5  | 2 | 2 | 1 | 5  | 8  | −3   |                    |
| 6    | Ferroviário         | 7    | 5  | 2 | 1 | 2 | 8  | 5  | +3   |                    |
| 7    | Caucaia             | 6    | 5  | 2 | 0 | 3 | 8  | 4  | +4   |                    |
| 8    | Pacajús             | 4    | 5  | 1 | 1 | 3 | 6  | 11 | −5   |                    |
| 9    | Barbalha            | 3    | 5  | 1 | 0 | 4 | 6  | 13 | −7   |                    |
| 10   | Guarani de Juazeiro | 0    | 5  | 0 | 0 | 5 | 3  | 19 | −16  |                    |

Actualizado a los partidos jugados el 7 de febrero de 2023.
 Fuente: [ FCF]